# Tichon (Żylakow)
Tichon, imię świeckie Mykoła Żylakow (ur. 9 lipca 1968 w Komunarsku, zm. 18 lutego 2011 w Kijowie) – biskup Ukraińskiego Kościoła Prawosławnego Patriarchatu Moskiewskiego.

## Życiorys
Urodził się w rodzinie robotniczej. W 1990 ukończył studia w Instytucie Górniczo-Metalurgicznym w Komunarsku, gdzie kontynuował naukę w aspiranturze. Był również pracownikiem katedry wojskowej w tej samej uczelni, posiadał stopień porucznika. W czerwcu 1992 podjął pracę dzwonnika w soborze św. Mikołaja w Alczewsku. W tym samym roku biskup ługański i alczewski Joannicjusz (Kobziew) wyświęcił go na diakona. 13 maja 1993 złożył wieczyste śluby zakonne, przyjmując imię Tichon na cześć św. Tichona, patriarchy Moskwy. 22 maja tego samego roku przyjął święcenia kapłańskie. W 1998 ukończył seminarium duchowne w Kijowie i podjął wyższe studia w Użhorodzkiej Akademii Teologicznej. Równocześnie służył w cerkwiach św. Mikołaja i Opieki Matki Bożej w Alczewsku. Od 2006 służył w cerkwi Poczajowskiej Ikony Matki Bożej w Rubiżnem. W mieście tym przyczynił się do budowy dwóch nowych cerkwi oraz trzech kaplic. 11 stycznia 2009 został archimandrytą.
Nominację na biskupa krzemieńczuckiego i łubieńskiego otrzymał 24 listopada 2009, zaś pięć dni później miała miejsce jego chirotonia biskupia, przeprowadzona w ławrze Peczerskiej.
Zmarł w 2011 w czasie roboczego wyjazdu do Kijowa. Jako przyczynę śmierci podano atak serca. Pogrzeb hierarchy odbył się 20 lutego 2011 w soborze Zaśnięcia Matki Bożej w Krzemieńczuku.